# 林定國
林定國，GBS，SC，JP（1968年—），香港資深大律師，現任律政司司長。

## 概要
林定國早年於香港大學取得法學士學位及英國諾丁漢大學國際法碩士學位。2013年獲香港終審法院首席法官馬道立委任資深大律師。2017年被選為香港大律師公會主席，翌年競選連任，但遭對手戴啟思擊敗。2019年起出任消費者委員會主席及監警會委員。此外，林定國亦曾擔任多項公職，包括行政上訴委員會副主席、稅務上訴委員會委員、人事登記審裁處審裁員、暴力及執法傷亡賠償委員會委員及遊戲機中心委員會委員。2022年6月19日，國務院根據候任行政長官李家超提名，任命林為第六屆政府的律政司司長。

## 簡歷
- 就讀番禺會所華仁小學[10]
- 1985年：香港華仁書院中五畢業
- 1987年：香港華仁書院中七畢業
- 1990年：香港大學取得法學士學位
- 1991年：英國諾丁漢大學國際法碩士學位
- 1992年：香港大學法學專業證書 (PCLL)
- 1992年：在香港獲認許為大律師
- 2013年：獲委任為資深大律師
- 2014至2017年：擔任香港大律師公會副主席[11][12]
- 2015年起：不定期獲委任為香港高等法院原訟法庭暫委法官
- 2017至2018年：擔任香港大律師公會主席
- 2019年：出任消費者委員會主席
- 2019年：擔任監警會委員
- 2022年7月1日起：律政司司長

## 法律生涯
- 林定國亦曾擔任暫委法官，審理多宗案件。當中較廣為人知的有「侯志強河上鄉破壞農地案」[8]及牧師爭樓案[13]。

## 被美國制裁
- 美國國會暨行政當局中國委員會2022年7月發表報告，指香港有超過2,944人因為被指違反《港區國安法》或示威相關的罪行被控，當中包括示威者、記者、反對派人士等，部分案件侵犯人權，因此建議制裁律政司長林定國、刑事檢控專員楊美琪等16人。[14]
- 2025年3月31日，美國國務院宣佈制裁林定國等6名香港及中國大陸官員，稱他們利用港區國安法來打壓人權及香港自治。[15]這是特朗普擔任第二個總統任期以來首次制裁中港官員。[16]中共外交部駐港公署及香港特區政府均強烈讉責美國的制裁。[17][18]林定國回應制裁對他毫無影響，也不影響他的工作和生活。[19]

## 外部連結
- 林定國的Facebook專頁
- 律政司司長林定國於香港政府一站通網頁的介紹 （页面存档备份，存于）

| 官衔          | 官衔                                      | 官衔          |
| ------------- | ----------------------------------------- | ------------- |
| 前任： 譚允芝 | 香港大律師公會主席 · 2017年 - 2018年      | 繼任： 戴啟思 |
| 前任： 鄭若驊 | 香港特別行政區律政司司長 · 2022年7月1日 - | 現任          |